# Daniel Logan
Daniel Logan (Auckland, Nueva Zelanda, 6 de junio de 1987) es un actor neozelandés. Interpretó al joven Boba Fett en Star Wars: Episode II - Attack of the Clones y le prestó su voz en la segunda temporada de la serie animada Star Wars: The Clone Wars.
Es de ascendencia maorí.

## Filmografía
- Shortland Street (nº de episodios desconocido, 1998) - Ben Hollins
- Hercules: The Legendary Journeys (1 episodio, 1999) - Zaylan
- Star Wars: Episode II - Attack of the Clones (2002) - Boba Fett
- TakaPu: A Gannet in the South Seas (2003) -  TakaPu (voz)
- The Legend of Johnny Lingo (2003) - joven Pua
- Star Wars: The Clone Wars (4 episodios, 2010) - Boba Fett y clones cadetes (voces)
- Sharknado: Que la 4ª te acompañe (2016)